# Cinderella (musical di Andrew Lloyd Webber)
Andrew Lloyd Webber's Cinderella, prodotto a Broadway col titolo Bad Cinderella, è un musical con musiche di Andrew Lloyd Webber, testi di David Zippel e libretto di Emerald Fennell. Libero adattamento dalla fiaba con lo stesso nome, i cambiamenti nella trama includono la riformulazione delle relazioni di genere e il body shaming. Cenerentola cambia aspetto per assicurarsi l'amore, ma scopre che è meglio essere fedeli a se stessi.
Dopo aver iniziato le anteprime nel West End nel giugno 2021, le esibizioni londinesi sono state sospese a causa della pandemia di COVID-19 . Lo spettacolo alla fine aprí nell'agosto 2021 con recensioni per lo più positive e chiuse nel giugno 2022. Dopo alcune modifiche, lo spettacolo aprì a Broadway col titolo Bad Cinderella nel marzo 2023, dopo un mese di spettacoli in anteprima. Le recensioni sono state in gran parte negative e, dopo non aver ricevuto alcuna nomination ai Tony Award, la produzione chiuse nel giugno 2023.
Un concept album dello spettacolo è stato pubblicato nel luglio 2021 ed è stato nominato per un Grammy Award come miglior album di un musical teatrale.

## Produzioni

### Londra
Il musical ebbe un workshop al The Other Palace di Londra nel maggio 2019 con Carrie Hope Fletcher nel ruolo del titolo, Tyrone Huntley nel ruolo del principe Sebastian e Victoria Hamilton-Barritt nel ruolo della matrigna. Il cast includeva anche Rebecca Trehearn nei panni di Marie, Gary Wilmot nei panni di Jean, Ruthie Henshall nei panni della regina e Jonny Fines nei panni del principe azzurro.
Cinderella iniziò le anteprime al 50% della capacità il 25 giugno 2021 al Gillian Lynne Theatre nel West End di Londra. L'apertura, inizialmente prevista per l'agosto 2020, fu ritardata a causa della pandemia di COVID-19. Dopo l'inizio delle anteprime, l'apertura della produzione era prevista per il 20 luglio, ma il 18 luglio un membro del cast risultò positivo al COVID; lo spettacolo fu sospeso e l'inaugurazione ufficiale fu nuovamente rinviata. Gli spettacoli ripresero successivamente con un'apertura ufficiale il 18 agosto.
La produzione chiuse il 12 giugno 2022 dopo 12 mesi dall'apertura. Alcuni membri del cast e della troupe che non erano presenti al matinée del 1 maggio 2022 non furono informati della chiusura dello spettacolo prima che fosse annunciato pubblicamente, provocando critiche e proteste. Lloyd Webber ha ricevuto ulteriori critiche quando ha definito lo spettacolo un "errore costoso". In seguito ha chiarito: "Mi dispiace molto se le mie parole sono state fraintese. . . . Sono incredibilmente, incredibilmente orgoglioso di Cenerentola ... l'errore che abbiamo commesso è stato cercare di aprire troppo presto, il che significa che abbiamo dovuto posticipare due volte. Tutto ciò che abbiamo fatto è stato cercare di sostenere il West End e riportare tutti al lavoro dopo la [pandemia]."

### Broadway
Una produzione del musical a Broadway con il nuovo titolo Bad Cinderella iniziò le anteprime all'Imperial Theatre il 17 febbraio 2023 e aprì ufficialmente il 23 marzo 2023. Lloyd Webber introdusse nuove canzoni.. Il cast includeva Linedy Genao (Cenerentola), Jordan Dobson (principe Sebastian), Grace McLean (la regina), Carolee Carmello (la matrigna) e Sami Gayle (Adele). Un singolo della versione di Linedy Genao della canzone del titolo (" Bad Cinderella ") fu pubblicato sulle piattaforme di streaming nell'ottobre 2022. Il singolo "I Know I Have a Heart (Why You Broke It)" fu pubblicato il 10 febbraio 2023. La produzione ha ricevuto recensioni per lo più negative, concentrandosi in particolare sulla sceneggiatura e sui testi "confusi".
La produzione chiuse il 4 giugno 2023, dopo 33 anteprime e 85 rappresentazioni. La chiusura ha segnato la fine di un periodo di 44 anni in cui uno o più spettacoli di Lloyd Webber sono stati rappresentati ininterrottamente a Broadway.

## Recensioni
Chris Wiegand, in The Guardian, diede 5 stelle alla produzione originale del West End nella sua recensione. Anche The Times, The Telegraph, The New York Times e la maggior parte delle altre recensioni hanno commentato positivamente.  Diversa la recensione di Johnny Oleksinski del New York Post:  sebbene gli fossero piaciuti il cast e la colonna sonora di Lloyd Webber, si è lamentato della "mancanza di gioia" dello spettacolo, criticando il libro e la direzione, e suggerendo che la produzione "stancante" fosse ridotta di mezz'ora.
Al contrario, Bad Cinderella a Broadway nel 2023 ha ricevuto recensioni ampiamente negative. Jesse Green del New York Times ha detto che lo spettacolo è stato "sorprendentemente volgare, sessualizzato e stupido: una parata di donne che si danno da fare in bustini e fustacci senza camicia che mostrano i pettorali". Naveen Kumar di Variety l'ha definita "una riorganizzazione confusa e priva di slancio della fiaba originale alla ricerca di un punto di vista coerente come se fosse una scarpetta di vetro" Oleksinski del New York Post ha dato allo spettacolo una stella su quattro, definendolo "un pasticcio con disturbo di personalità multipla. Dall'inizio alla fine [...]  non sei mai del tutto sicuro di cosa stai guardando o perché lo stai guardando." Emlyn Travis di Entertainment Weekly ha dato allo spettacolo il voto "B", ma ha osservato che "nulla potrebbe salvare la trama generale [dello spettacolo] dal disintegrarsi lentamente e tristemente come una zucca dopo mezzanotte".